# Charlotte Anne Eaton
Charlotte Anne Eaton (1788-1859), née Waldie, était une banquière, mémorialiste et romancière anglaise.

## Biographie
Née le 28 septembre 1788, Charlotte Anne est la seconde fille de George Waldie et de son épouse Ann Ormston. Elle est la soeur de l'écrivaine et peintre Jane Watts (1793-1826). 
Sa jeunesse et sa formation sont mal connues, mais l'on sait que Charlotte Anne a développé précocement un goût pour l'écriture. À l'adolescence, elle s'essaie à l'écriture de roman de style gothique. Elle voyage six semaines en Belgique (1815) et plusieurs mois en Italie (1817-1818), expériences dont elle tirera la matière de ses écrits. 
Le 22 août 1822, Charlotte Anne Eaton épouse le banquier Stephen Eaton (1780-1834), associé au sein de la banque Eaton, Cayley & Co à Stamford. Veuve en 1834, elle poursuit l'activité de son mari en tant qu'associé de l'entreprise. Le couple a donné naissance à quatre enfants (deux fils et deux filles), parmi lesquels Charles Ormston Eaton (1827-1907), qui poursuit l'activité bancaire familial. 
Charlotte Anne Eaton décède d'un cancer du sein le 28 avril 1859 au Hanover Square dans le quartier Westminster à Londres. 
Plusieurs peintures la représentent : Thomson l'a portraituré en miniature à l'âge de 18 ans ; Yellowlees en 1824 et Edmonstone en 1828. Il existe également un portrait par Margareth Carpenter figurant l'écrivaine avec deux de ses enfants. 

## Œuvre
Charlotte Anne Eaton est l'autrice de plusieurs ouvrages, principalement inspirés de ses voyages. 
En 1815, elle séjourne avec son frère et sa soeur à Bruxelles lorsque se déroule la bataille de Waterloo. Elle publie l'année même le récit de leur expérience de la visite du champ de bataille, intitulé The Battle of Waterloo by a Near Observer. Le texte est accompagné d'un panorama dessiné par sa soeur Jane, gravé à l'aquatinte. L'ouvrage est réédité deux ans plus tard sous le titre Narrative of a Residence in Belgium, during the Campaign of 1815, and of a Visit to the Field of Waterloo et parait à nouveau en 1853 et 1888 sous d'autres titres, signe de sa popularité. 
Son ouvrage le plus important, Rome in the Nineteenth Century paraît en 1820 de façon anonyme. Composé de trois volumes, il s'agit d'une description de Rome inspirée de son séjour en Italie, rédigée sous forme épistolaire. L'ouvrage est réédité en 1822, 1823, 1852 et 1860 : il est alors un guide de voyage particulièrement apprécié de ses compatriotes. 
Elle est également l'autrice de Continental Adventures (Londres, 1826) et du roman de style gothique At Home and Abroad (Londres, 1831).
L'université de Yale conserve le journal de son séjour en France. 